# Деодато Орланді
Деодато Орланді (*Deodato Orlandi, бл. 1284, Піза —†бл. 1332, Лукка) — італійський художник готичного періоду.

## Життєпис
Загальновизнаною вважається точка зору, що його навчання і формування відбувалося в майстерні Бонавентура Берлінг'єрі, яка дуже активно працювала в Тоскані у другій половині XIII століття, створюючи твори у візантійському стилі.
Деодато Орланді приїхав до Пізи в молодому віці. У цьому місті, поряд з іншими роботами, він займався мозаїками в Пізанському соборі, тими ж самими, над якими працював Чимабуе.
Тут він познайомився з новими художніми ідеями, які позначилися в першу чергу на типології розписних хрестів, які він створив в подальшому.

## Творчість
Деодато Орланді як художник сформувався у місті Лукка, але багато працював в Пізі. В документах фігурує як живописець і декоратор гербів, що свідчить про широкий діапазон його творчих здібностей та інтересів. Його мистецтво досить еклектичне, в різні періоди він потрапляв під різні впливи. Традиція, що йде від візантійців і Берлінг'єрі, яку можна бачити в самому ранньому його творі — розписному хресті, створеному для церкви Сан Франческо (нині в музеї Сан Маттео, Піза), надалі змішувалася у нього із впливом з боку Чимабуе і Джотто.
В 21 сторіччі існують чотири підписаних і датованих художником твори: «Писаний хрест», написаний ним для приміського конвенту Сан Чербоні (1288 рік, Лукка, музей Вілла Гвініджі); «Мадонна з немовлям, св. Домініком, Яковом, Петром і Павлом»(1301 рік, Піза, музей Сан Маттео); «Розписаний хрест» (1301 рік, Сан Миниато а Тедеско, консерватори ді Санта К'яра); і «Мадонна з немовлям» (1308 рік, приватна колекція, Нью-Йорк).
Крім цього за стилістичними ознаками Орланді приписується ще декілька творів: фреска в монастирі Святого Франциска в Лукка із зображенням «Мадонни з немовлям, святим Франциском і донатором», що прикрашає гробницю Бонаджунта Тіньйосіні (бл. 1274 року); «Розписаний хрест» (Піза, музей Сан Маттео); «Мадонна на троні і янголи» (Піза, музей Сан Маттео); «Мадонна з немовлям на троні» (Альтенбург, музей Лінденау); «Мадонна з немовлям» (Париж, Лувр); «Мадонна з немовлям», написана Орланди для церкви Санта Марія деі Серви (Лукка, музей Вілла Гвініджі); дві ікони з історією Іоанна Хрестителя (Берлін-Далем); «Іоанн Хреститель», ймовірно фрагмент розписного хреста — закінчення його правого променя (Франкфурт, Штеделевскій інститут); і найвеличніший твір Орланді — фресковий цикл в базиліці Сан П'єро а Градо (бл. 1300 рік).
Фрески Орланді «Сцени з життя святого Петра» і портрети глав римської католицької церкви в базиліці Сан П'єро а Градо представляють собою яскравий зразок луккано-пізанської школи перетину XIII—XIV століть.
Фрески, які Орланді написав у базиліці Сан П'єро а Градо, під Пізою, своєю композицією і іконографією перегукуються з фресками Чимабуе в Римі та Ассізі, а розписний хрест, створений Орланді у 1301 році, нагадує подібний же хрест Джотто, створений для церкви Санта Марія Новела.